# ヨーゼフ・ラーボア
ヨーゼフ・ラーボアまたはヨセフ・ラボル（Josef Labor [laˈboːɐ̯]、1842年6月29日 - 1924年4月26日）は、オーストリアの作曲家・ピアニスト。現在ではほとんど忘れ去られているが、生前は音楽家として高い地位を与えられていた。シェーンベルクやアルマ・マーラーの最初の音楽教師でもあった。

## 生涯

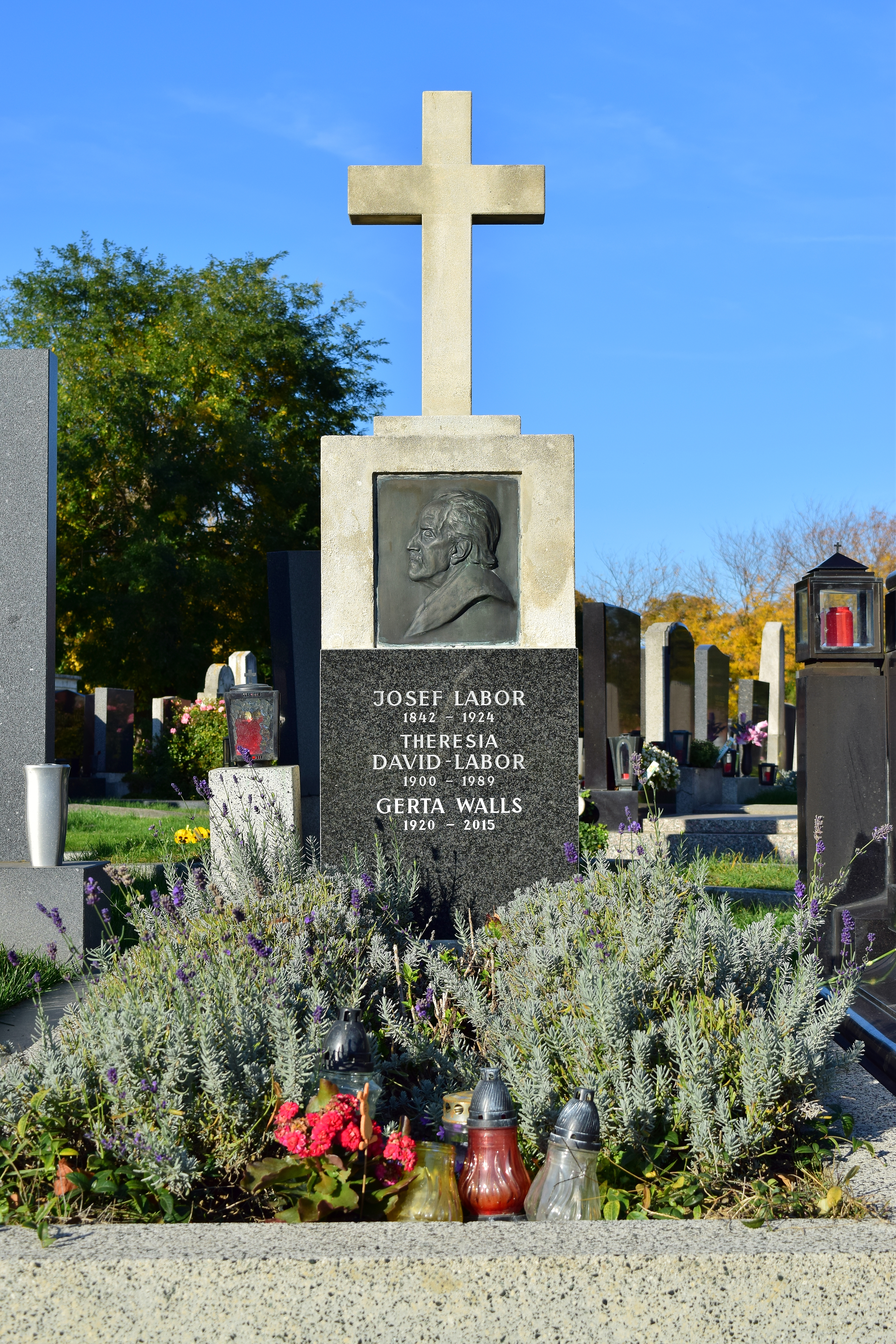
ラーボアの墓（ウィーン中央墓地）

幼児期に病弱だったラーボアは、1845年に天然痘にかかって失明した。ウィーンの盲学校で教育を受けるかたわら、ウィーン音楽院で音楽教育を受け、さらに個人指導でジーモン・ゼヒターに音楽理論を、ピアニストのエドゥアルト・ピルクヘルトに鍵盤楽器の演奏を師事。若くして演奏旅行でヨーロッパ各地をめぐってフランス、イングランド、ロシア、スカンジナビアを歴訪し、やはり盲目だったハノーファー王ゲオルク5世と近しくなり、ついには親交を結ぶに至った。早くも1865年にはハノーファー宮廷室内ピアニストに指名されるが、普墺戦争が勃発すると、ハノーファー王国がオーストリア側に立って戦っていたこともあり、1866年にゲオルク5世に随行してウィーンに避難し、この地でピアノ教師として活動を続けた。とりわけアルノルト・シェーンベルクやユリウス・ビットナー、パウル・ヴィトゲンシュタインといった後進を指導し、なおかつ、フランツ・シュミットのような若手作曲家とも親交を結ぶことになる。
ラーボアのピアノ演奏は、技巧面の完璧さだけでなく、「練り上げられた美しさ」のために、同時代の評論家から称賛された。また、芸術についての包括的な理解力も特筆されている。1875年に、著名な教会音楽家ヨハン・エヴァンゲリスト・ハーベルトを通じて、グムンデンにおける教会オルガニストの職務を得た。1904年には宮廷オルガニストの称号も授与されている。1912年に門弟パウル・ヴィトゲンシュタインの働きかけでウニヴェルザール・エディツィーオン社から、ヴィトゲンシュタイン家の経費の負担により、ほぼすべてのラーボア作品が出版された。遺作はウィーン市立図書館に寄贈された。
ヴィトゲンシュタイン家とのつながりから、同家で催された音楽会に参加して、（クララ・シューマン、ブラームス、リヒャルト・シュトラウス、マーラー、ブルーノ・ワルターら）当時の主要な音楽家と親交を結んだ。パウル・ヴィトゲンシュタインが右手を失ってから最初に作品を依嘱した相手がラーボアであり、パウルの弟ルートヴィヒは、ラーボアをウィーン楽派の偉大な6人の作曲家の一人に数え、モーツァルトやハイドン、ベートーヴェン、シューベルト、ブラームスに匹敵する存在とした。

## 主要作品一覧
- ヴァイオリン・ソナタ Sonate für Violine und Klavier 作品5
- ピアノ四重奏曲 Klavierquartett 作品6
- チェロ・ソナタ イ長調 Sonate für Violoncello und Klavier A-Dur 作品7
- ホルンまたはチェロとピアノのための変奏曲 Thema und Variationen für Horn oder Violoncello und Klavier 作品10
- クラリネット、弦楽三重奏とピアノのための五重奏曲 Quintett für Klarinette, Violine, Viola, Violoncello und Pianoforte 作品11
- オルガン・ソナタ ロ短調 Orgelsonate h-moll 作品15
- 2台ピアノのための奇想曲《ビッグベン》 Big Ben Capriccio für 2 Klaviere zu vier Händen
- ピアノ五重奏曲 Quintett für Klavier, Violine, Viola, Violoncello und Kontrabass
- ヴァイオリン協奏曲 ト長調 Konzert für Violine und Orchester G-Dur